# Dépendance comportementale
La dépendance ou addiction comportementale, parfois qualifiée d'addiction sans substance, ou encore d'addiction sans drogue ou dépendance sans substance est un trouble non lié à une substance dans lequel s'instaure une forme de dépendance, c'est-à-dire une contrainte à s'engager dans un comportement gratifiant non lié à une substance, – ce en dépit de conséquences négatives sur le bien-être physique, mental, social ou financier de la personne,.
Si les termes de «dépendance» comme d'«addiction» font classiquement référence à un abus de substances, la connotation du terme a été élargie pour inclure les comportements conduisant à l'activation du système biologique de récompense (comme jouer, manger, faire du shopping, recevoir des valorisations sociales dans un réseau social) , ce à partir des années 1990. Cependant, dans la littérature scientifique internationale, les limites permettant de juger que tel ou tel comportement mérite d'être catégorisé comme une dépendance comportementale ou une addiction reste un sujet controversé dans le domaine de la psychopathologie,.

## Addiction ou usage excessif?
Selon l’assurance maladie française, 

« Les addictions comportementales ou « addictions sans substance » se caractérisent par l’impossibilité de contrôler la pratique d’une activité. Une sensation de tension croissante se met en place avant de passer à l’acte et au moment de la pratique, la personne ressent un plaisir ou un soulagement.
C’est seulement dans le courant de ces dernières années que ces troubles comportementaux ont été identifiés. À ce jour, ces troubles sont uniquement définis pour l’addiction 1° aux jeux de hasard et d’argent (gambling disorder) ; 2° aux jeux vidéo (gaming disorder).
D’autres troubles comportementaux font actuellement l’objet de recherches qui permettront de mieux comprendre leur pouvoir addictif.
50 à 75 % des patients ayant des addictions comportementales souffrent également de troubles psychologiques (TDAH, troubles anxieux, troubles de l’humeur de type épisode dépressif ou trouble bipolaire) ou d'autres addictions (à des substances illicites par exemple). »

L’assurance maladie parle d’autres comportements problématiques non encore reconnus comme addiction dans les nomenclatures psychiatriques internationales :  la cyberdépendance, l’addiction sexuelle, les achats compulsifs et l’addiction à l’activité physique.

### Trois concepts distincts
Dans la littérature scientifique relative à la psychologie et à la santé, il existe des distinctions entre les termes « addiction », « dépendance » et « compulsion » :     
- addiction : Cela fait généralement référence à une relation à un produit ou un comportement où une personne adopte un comportement (ou consomme une substance) en dépit de conséquences négatives manifestes. Il s’agit d’un besoin compulsif, souvent accompagné de sentiment de manque («craving») et d’une incapacité à contrôler le comportement. La notion d'addiction est historiquement associée à l'abus de substances (comme les drogues ou l'alcool), mais s'appliquer aussi à des comportements tels que le jeu, les jeux ou l'exercice physique. Il y a une dimension physique et psychologique à la dépendance.
- Dépendance : La dépendance renvoie au besoin rattachant l'individu à une substance ou à un comportement pour fonctionner normalement. Cela est associé au développement d'une tolérance (i.e. le fait d'avoir besoin de davantage de substance ou du comportement pour obtenir le même effet sur son bien-être) et d’éprouver des symptômes de sevrage dès lors que la substance ou le comportement ne sont plus disponibles ou accessibles. La dépendance peut être physique, psychologique ou les deux, et elle n’implique pas le comportement compulsif de manière aussi marqué que ce qui est observé dans l'addiction.
- Compulsion : cela fait référence à un comportement répétitif ou à un acte mental qu'une personne se sent poussée à accomplir, souvent pour soulager sa détresse ou son anxiété. Les compulsions peuvent faire partie d'un trouble obsessionnel-compulsif (TOC) et s'accompagnent généralement d'un sentiment de pression interne ou d'une envie d'agir, même si l'action n'est pas logiquement liée à la détresse qu'elle vise à soulager. Contrairement à la dépendance, la contrainte n’implique pas nécessairement une substance ou un comportement spécifique entraînant des conséquences négatives.

## Recherche
La classification et le cadre de diagnostic des dépendances comportementales selon les répertoires de santé mentale tels que le DSM-5 et la CIM-11 ont été et demeurent un sujet controversé dans le domaine de la recherche clinique. Par exemple, une analyse extensive conduite en  2020 considérait que les lignes directrices de la CIM-11 étaient adéquates pour inclure davantage de dépendances comportementales sur la base de la pertinence clinique et de preuves empiriques, tandis que d'autres auteurs en 2015 remettaient en question les approches de recherche a-théoriques et confirmatoires, critiquant la pertinence des éléments qualitatifs retenus et le manque de prise en compte tant des déterminants sociaux que des processus psychologiques.
Néanmoins, une étude  a examiné de manière critique la littérature présentant de fortes association d'associations entre des  dépendances comportementales (jeu pathologique, utilisation problématique d'Internet, jeux en ligne problématiques, troubles du comportement sexuel compulsif, achats compulsifs et dépendance à l'exercice) et des troubles psychiatriques. Cette étude atteste de l'existence de preuves solides d'associations entre les dépendances comportementales et les troubles de l'humeur, les troubles anxieux ainsi que de troubles liés à l'usage de substances. Les associations entre le TDAH et une utilisation problématique d’Internet et à des jeux en ligne problématiques sont avérées. Les auteurs notent toutefois que la plupart des recherches récentes sur l’association entre dépendances comportementales et troubles psychiatriques présentent des limites avérées : elles sont pour la plupart transversales, ne proviennent pas d’échantillons représentatifs et sont souvent basées sur de petits échantillons, ... Des études longitudinales permettraient de déterminer le sens de la causalité, c'est-à-dire de savoir si les addictions comportementales sont la cause de troubles psychiatriques, ou si elles constituent un mécanisme mis en place par les individus pour se protéger de leur souffrance.

## La dépendance et le système de récompense
Une hypothèse très fréquemment avancée sur l'installation de la dépendance comportementale est que les personnes concernées souffrent de symptômes de sevrage psychologique lorsqu'elles cherchent à se départir de leur comportement ou lorsqu'on les empêche d'adopter certains comportements qu'elles répètent de manière excessive à leurs yeux ou à ceux de leur entourage. Il s'avère que le comportement excessif stimule le système limbique du cerveau, provoquant la libération d'hormones telles les endorphines, ce qui provoque un ressenti agréable. La dépendance comportementale serait utilisée pour réprimer les sentiments désagréables tels que les peurs et la frustration ainsi que le stress et pour éviter d'y faire face (voir pour le fuir). Cela rend les  dépendances comportementales assez proches dans leurs mécanismes à une dépendance liée à une substance telle que  l'alcoolisme.